# Constantin Henriquez
Pour les articles homonymes, voir Henriquez.

a Compétitions nationales et continentales officielles uniquement.

b Matchs officiels uniquement.
Dernière mise à jour le 20 janvier 2024.
Constantin Henriquez, né vers 1876-1877 à Port-de-Paix et mort le 1er février 1942 à Port-au-Prince, est un joueur franco-haïtien de rugby à XV et de football ayant évolué en France et en Haïti, au poste de troisième ligne centre, puis de trois-quarts aile, et enfin de trois-quarts centre. Il a joué à l'Olympique et au Stade français et a fait partie de l'équipe olympique en 1900.

## Biographie
Fils du député Alfred Henriquez, Constantin Henriquez est originaire de Port-de-Paix. Il se rend en France à la fin du XIXe siècle, où il étudie la médecine à Paris au sein de l’Union des sociétés françaises de sports athlétiques (USFSA), après avoir été élève de l’École Albert-le-Grand d'Arcueil,. Il joue au poste de troisième ligne, ou trois-quarts aile ou bien trois-quarts centre, notamment avec l’Olympique de Paris, qui est vice-champion de France en 1895. En 1900, il joue au Stade français, club avec lequel il est champion de France en 1899 et 1901. 
À une époque où l'équipe de France de rugby à XV n'existe pas encore, la sélection française pour les Jeux olympiques de 1900 à Paris est basée sur le club de l'USFSA (les deux autres sélections étrangères étant basées sur le Frankfurter Fussball Club et les Moseley Wanderers). Au terme des conflits qui ne s'apaisent qu'à la veille du tournoi, l'USFSA est renforcée par des joueurs du Cosmopolitan Club, du Racing club de France et du Stade français, dont Constantin Henriquez bien qu'il n'ait pas la nationalité française.
Constantin Henriquez devient probablement le premier compétiteur de couleur des Jeux modernes,,. L'équipe française remportant le tournoi, il est par conséquent le premier sportif de couleur à avoir été médaillé olympique.
Lors de son retour à Haïti en 1904, il introduit le football dans son pays et marque le premier but en Haïti. Il cofonde avec son frère Alphonse (avocat) le club de l'Union Sportive Haïtienne, ainsi que le Stade haïtien. Grâce au soutien d'Alphonse, il est élu comme premier président du Comité olympique haïtien en 1906, puis il est réélu en 1912.
Il est souvent appelé Constantin Henriquez de Zubiera par confusion avec le Colombien Francisco Henríquez de Zubiría, compétiteur en tir à la corde et médaillé d’argent dans cette discipline aux Jeux olympiques de 1900,.

## Palmarès

### Rugby à XV
Avec l'Olympique
- Vice-champion de France en 1895

Avec le Stade français
- Champion de Paris et vice-champion de France en 1899
- Champion de France en 1901

Avec la sélection de l'UFSA
- Champion olympique en 1900

### Vidéographie
- Champions de France - Constantin Henriquez de Zubiera, série Champions de France, film-portrait raconté par Aïssa Maïga, co-réalisé par Pascal Blanchard et Rachid Bouchareb 2016, 2 minutes[voir en ligne]